# Ilex pubiflora
Ilex pubiflora é uma espécie vegetal do género Ilex, da família Aquifoliaceae, nativa do Brasil, das regiões de Mata Atlântica.